# Шнитников, Владимир Вячеславович
Владимир Вячеславович Шнитников (30 января 1913 — 13 октября 1996) — советский архитектор. Заслуженный архитектор Латвийской ССР.

## Биография
Родился 30 января 1913 года в селе Ивановское Московской губернии (ныне территория района Ивановское города Москвы) в семье Вячеслава Николаевича Шнитникова (1867—1958) и Лидии Христофоровны Шнитниковой-Гоби (1876—1944). Кроме него, в семье было еще 9 детей.
Окончил Московский архитектурный институт (1935). Будучи студентом, участвовал во Всесоюзных открытых архитектурных конкурсах. Его проект государственного драматического театра в Минске был удостоен третьей премии, проект Дома радио на Миусской площади в Москве также был отмечен премией. По окончании института начал работать в одном из проектных институтов Москвы и преподавал архитектурное проектирование в Военно-инженерной академии им. В. В. Куйбышева. По его проекту были построены прядильный и ткацкий цехи льнокомбината в г. Глазове.
Служил в Красной Армии (1939—1945), был участником Великой Отечественной войны, проектируя военные инженерные сооружения. При наступлении Красной Армии в Латвийской ССР сапёрный батальон под командованием Шнитникова построил мосты через реку Айвиексте и через Даугаву в районе Скривери, затем через Лиелупе, Мису. В ходе разминирования территории республики он извлек около двух с половиной миллионов взрывных единиц. После освобождения Риги штаб батальона располагался на территории Иманты, где впоследствии Шнитников спроектировал жилой массив «Иманта-1». Владимир Вячеславович закончил войну в звании майора.

После переезда на постоянное место жительства в Ригу с 1959 года работал в центральном проектном институте Латвийской ССР «Латгипрогорстрой», занимал должность главного архитектора института проектирования государственного строительства (до 1980).

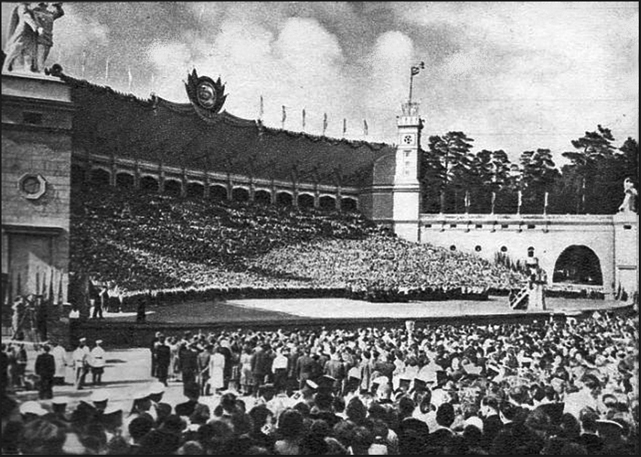
Третий Праздник песни ЛатвССР.
Большая эстрада, Межапарк,
Рига, Латвия, 1955 год

Автор и соавтор масштабных архитектурных работ, имеющих свойственный отпечаток современной ему эпохи.
Принимал участие в конкурсе на разработку проектного плана строительства стадиона (близ площади Узварас) и комплексной застройки площади Коммунаров в Риге, драматического театра в Резекне. Характерной чертой его творчества в Латвии было использование элементов латышского национального орнамента в оформлении зданий.
Помимо монументальной архитектуры, строил множество жилых и общественных объектов в Риге, Слоке, Лиепае, Огре, Виляке и других городах. О масштабах этой работы говорит тот факт, что за IX пятилетку в Латвийской ССР было построено 580 млн м². общей площади.
Член Союза архитекторов Латвии с 1946 года. Заслуженный архитектор Латвийской ССР (1969).
Ушёл из жизни 13 октября 1996 года. Похоронен на Лесном кладбище в Риге.

## Основные работы

Дом спорта «Даугава»,
фото 2007 года

- Один из авторов высотного здания Академии наук Латвии (1950—1958). В этом здании впервые в советском высотном строительстве были использованы конструкции из сборного железобетона, а в наружной отделке — глиняные и керамические плитки. Архитекторы постарались согласовать силуэт здания (особенно шпиль) со шпилями Старой Риги[6].
- Стадион «Даугава» (1952).
- Большая эстрада Рижского парка культуры и отдыха «Межапаркс» (в соавторстве с Гунтой Ирбите и Кариной Данненхиршей, 1955)[5].
- Стадион «Динамо» (1956).
- Дом спорта «Даугава» (1960—1963).
- Комплекс Рижского лётно-технического училища гражданской авиации (1961—1969).
- Один из авторов пристройки к зданию Совета Министров Латвийской ССР (1954—1957).
- Пансионат «Гауя» в Лигатне (1971—1974).
- Микрорайон «Иманта-1»: 24 пятиэтажек, школа на 1284 ученика, два больших детских сада, первые крупнопанельные 12-этажки[3].
- Жилой дом на 129 квартир в Риге (улица Стабу, 15)[3].

## Память
Имя Владимира Шнитникова включено в список 100 выдающихся латвийцев за 150 лет.